# 朱五樓
朱五樓（1861年6月—1920年），名方淦，字五樓，湖州荻港人。現代金融家。祖籍徽州，因戰亂遷居湖州，定居荻港。年幼家貧，少年時隻身赤腳撐雨傘到上海，入蘇州程家錢莊當學徒，老闆戲稱“赤腳財神”。朱練就精通業務本領，能雙手同時快速打算盤，時人稱爲“飛朱”。
1919年五四運動爆發後，朱五樓以上海錢業工會會長的身份簽發了錢業罷市決議，支援了五四運動。復市後，朱五樓提出停用外國銀元的建議。
生前親選墓址湖州菁山，民國7年建成。其荻港故居“鴻志堂”尚存。

## 朱墓
朱五樓墓，俗稱朱墳，在湖州菁山。朱墳有山林田地約30餘畝，除陵墓外有朱墳十二景，曾是當地居民遊覽勝地。陵墓毀於文化大革命，其餘景點在改革開放後開礦時被蕩平。